# Renesančna glasba
Renesančna glasba (francosko: renaissance = preporod) je prevzela svoje ime iz zgodovine likovne umetnosti s katerim se označuje obdobje med srednjim vekom in barokom. 
Obstaja več letnic, s katerimi so različni muzikologi omejevali renesančno glasbeno obdobje: (Jules Combarieu: od sredine 16. stoletja do sredine 18. stoletja in Hugo Riemann: od začetka 14. stoletja do sredine 18. stoletja). Šele ko se je okrog leta 1920 v glasbenih krogih ustalil pojem baročne glasbe, so skupne značilnosti renesančne glasbe narekovale okvirni letnici, kot jih obravnavamo še danes:
- začetek: v prvi polovici 14. stoletja, z nastankom italijanske Ars nove, ki predstavlja vzporednico književnosti in likovni umetnosti (Dante Alighieri, Francesco Petrarca, Giovanni Boccaccio; Giotto di Bondone)
- konec: začetek 16. stoletja, v obdobju razcveta instrumentalne glasbe brez vokalne spremljave.

Za razliko od renesanse v arhitekturi, književnosti in likovni umetnosti, ki so se zgledovale po številnih ohranjenih primerih antične umetnosti, renesančna glasba ni imela teh možnosti. Poskusa prenašanja antične poetične metrike v glasbo sta humanistična oda v Nemčiji in chanson mesuré v Franciji, vendar ne igrata večje vloge v glasbeni zgodovini. Splošno zanimanje za glasbeno kulturo antike se pojavi šele proti koncu obdobja, na prehodu v barok, vsa prizadevanja pa so bila usmerjena k obnovitvi starogrške tragedije. Po teh vzgibih je na prehodu v barok nastala opera.

## Značilnosti renesančne glasbe
Prebujanje individualizma in naturalizma, ki ga prinaša miselnost renesančnega kulturnega okolja, se kaže tudi v glasbi. 
- Naturalistične težnje se izražajo v prebujenem čutu za naravno lepoto sozvočij in spevnost melodij: pojavi se »zvočno slikanje«. V vokalni glasbi se pojavlja zvočno slikanje po pomenu besed, ki jih je mogoče izraziti z glasbenimi sredstvi. Te zvočne ilustracije so prvi predhodnik kasnejše programske glasbe. Renesančni skladatelj vselej izkoristi del besedila, ki mu omogoča zvočno slikanje. Največkrat so te besede:
  - pojmi iz naravnega sveta (npr. mirovati, gibati se, hitro, počasi, itd.)
  - zvočni pojavi (smeh, jok, petje, ptičje žvrgolenje, bojni hrup, itd.)
  - psihološki pojmi (veselje, žalost, strah, itd.)
- Individualistične težnje se kažejo v zanimanju za človekov notranji svet, v izražanju čustev z glasbo (vrhunec subjektivne čustvene izraznosti se pojavi v obdobju romantike, 300 let kasneje.)

## Renesančna glasbena gibanja
V 15. in 16. stoletju se je oblikovalo več zaključenih skladateljskih skupin, enotnih tako po deželi (ali mestu) kot po umetnostnem nazoru. Imenovane so bile šole, njihov bistveni cilj pa je bil razvijanje sozvočij (ki jih je kot ideal postavila Ars Nova v 14. stoletju). Vsaka izmed šol naredi pomemben korak naprej od melodičnega k harmonskemu večglasju, kronološko zadnja (beneška šola) pa že prodre do prave homofonije. Kronološko si sledijo:

### Angleška šola
Angleška šola (na prehodu iz 14. v 15. stoletje) je vpeljala v umetno glasbo posebno vrsto troglasnega petja v vzporednih tercah in sekstah, imenovano faxbourdon. Razvoj te tehnike korak stran od polifonije, ker v skladbah, kjer vsi glasovi potekajo vzporedno, ne moremo govoriti o različnih melodijah, ampak le o eni). Hkrati se je ta šola opredeljevala za homofonijo, tako da so njihove skladbe večinoma slišne kot zaporedje trozvokov.

### Burgundska šola
Burgundija, ki je bila zaveznica Anglije v stoletni vojni, je za 50 let postala vodilna politična in mecenska sila v zahodni Evropi. Skladatelji burgundske šole (prva polovica 15. stoletja) so se opirali na angleško faxbourdonsko tehniko, njihovi izdelki pa so bolj vrsta sozvočij, kot splet melodij. V dotlej veljavnih pojmih o večglasju spremenijo število glasov, namesto troglasja vpeljejo štiriglasni stavek, z razvrstitvijo glasov, kakršna je v uporabi še danes (sopran–alt–tenor–bas). Najvidnejši predstavnik te šole je bil skladatelj Guillaume Dufay.

#### Predstavniki burgundske šole
- Guillaume Dufay (1397 ali 1398–1474)
- Hugo de Lantins (* ca.1430)
- Arnold de Lantins (* ca.1430)
- Gilles Binchois (ca.1400–1460)
- Johannes Brassart (ca.1400–1455)
- Hayne van Ghizeghem (ca.1445–c.1480)
- Pierre Fontaine († ca.1450)
- Nicolas Grenon (ca. 1380–1456)
- Robert Morton (ca.1430–c.1479)
- Antoine Busnois (ca.1430–1492)
- Adrien Basin (1457–1476)

### Nizozemska šola
Zgodnja nizozemska šola: v 2. polovici 15. stoletja so Nizozemci v glasbi iznašli t. i. imitacijo (posnemanje), komponistični postopek, po katerem večglasna skladba nastane na podlagi ene same melodije, imenovane téma. Skladba, v kateri je imitacija teme dosledna, se imenuje kánon. Nizozemska šola je znana tudi po velikem številu melodično samostojnih glasov (npr. 36-glasni kánon glavnega predstavnika te šole, Jeana Ockeghema). V tem obdobju je šola rešila še zadnje probleme vokalne polifonske tehnike, ki uravnovesi polifonske prvine s harmonskimi.
Pozna nizozemska šola: dokončno se razvije slog a capella, glavna predstavnika na nizozemskih tleh pa sta Josquin des Prés in Orlando di Lasso (njegovo prvotno ime je bilo Roland de Lassus), ki je dovršil glasbeno obliko, imenovano motet. 

### Rimska šola
Mojster glasbenih oblik, napisanih za zasedbo a capella je tudi Giovanni Pierluigi da Palestrina, glavni predstavnik rimske šole. Njegova najpomebnejša glasbena dela so maše, ki so sicer nastale že v 14. stoletju, v zgodovinskem razvoju pa so pomembne zaradi svoje ciklične oblike (večstavčno glasbeno delo).  

### Beneška šola
To glabeno gibanje 16. in začetka 17. stoletja je predstavljalo obdobje med visoko renesanso in barokom. Po svoji slogovni opredeljenosti je bil predstavnik te šole tudi slovenski skladatelj Jakob Gallus. V tem obdobju nastane večzborje (italijansko cori spezzati), praksa izvajanja večglasne skladbe z zbori, ki so v prostoru ločeni med seboj (podobno današnjemu surround sistemu). Hkrati privede to obdobje do osamosvojitve instrumentalne glasbe, kar pomeni, da glasbila niso več namenjena le nadomeščanju pevskih glasov, ampak lahko nastopajo samostojno.  Glavni predstavnik te šole je Giovanni Gabrielli (1557–1612).

## Glasbene oblike v renesansi
- allemanda
- caccia
- canzona
- canzonetta
- chanson
  - rondo
  - virelai
  - bergerette
  - balada
  - musique mesuré
- couranta
- frottola
- galiarda
- lauda
- madrigal
- maša
- motet
- pavana
- preludij
- ricercar
- toccata
- spiritualni madrigal
- villancico
- villanella
- villotta
- šanson

## Gelj tudi
- seznam skladateljev
- zgodovinska obdobja evropske umetne glasbe
- pikardijska terca